# 鶴ヶ島駅

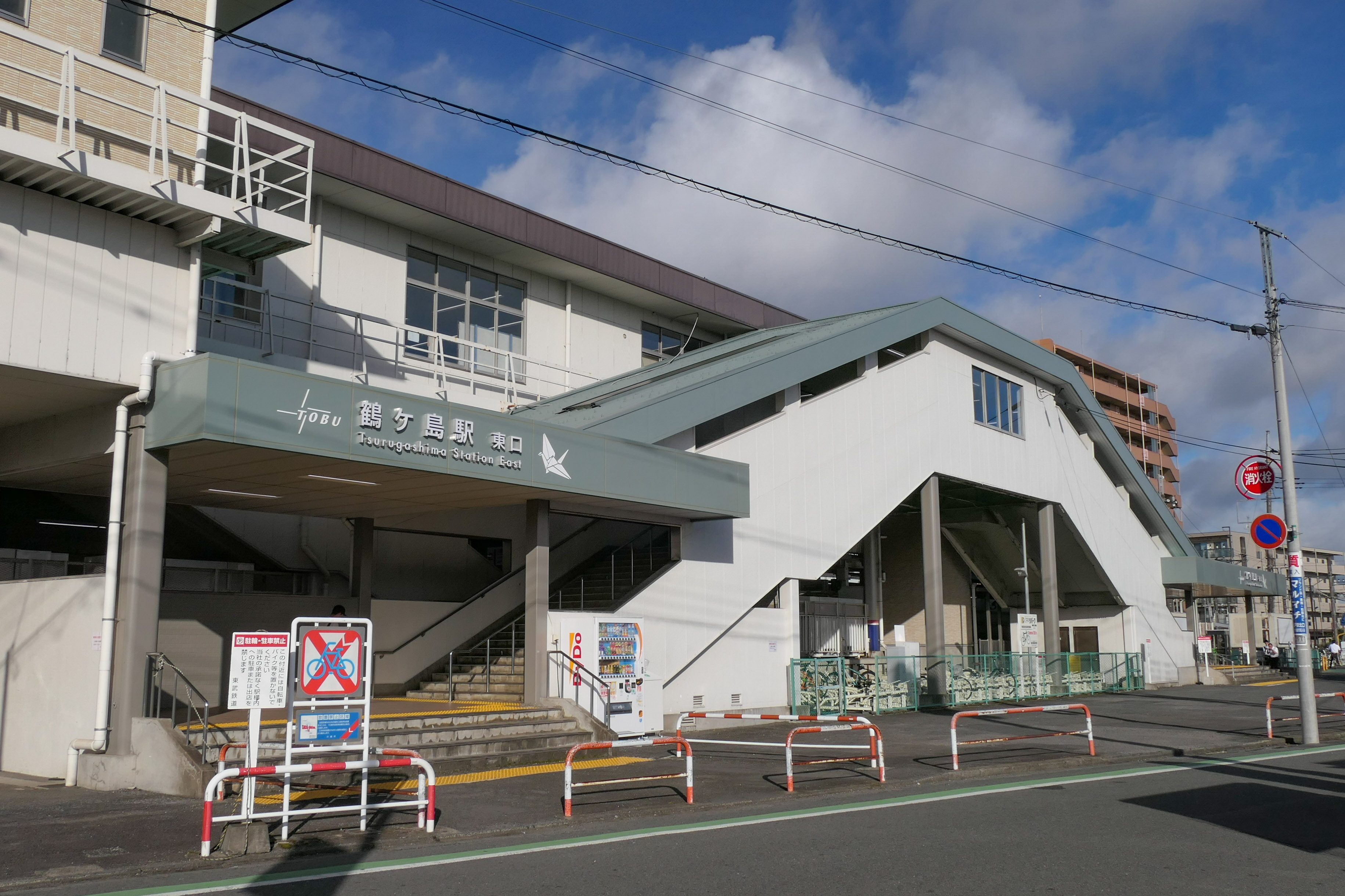
東口外観（2021年8月）

鶴ヶ島駅（つるがしまえき）は、埼玉県鶴ヶ島市大字上広谷にある、東武鉄道東上本線の駅である。駅番号はTJ 24。池袋 - 寄居間のほぼ中間に位置する。
鶴ヶ島市と川越市との境界に位置し、駅の北西が鶴ヶ島市、南東が川越市である。市名を駅名としており、市の代表駅であるが、市中心部である脚折地区や市役所のある三ツ木・藤金地区からは離れており、市役所へは隣の若葉駅または2駅先の坂戸駅の方が近い。

## 駅構造
相対式ホーム2面2線を持つ地上駅で、1983年に竣工した橋上駅舎を有している。橋上駅舎化前は現在の東口に駅本屋があった。改札階とホーム、東口・西口との間を連絡するエスカレーターが設置されている。2009年10月時点ではエレベーター・多機能トイレの設置工事とトイレ改修を施工していたが、2010年3月12日にトイレと多機能トイレを、3月26日にエレベーターをそれぞれ使用を開始した。

### のりば
| 番線 | 路線   | 方向 | 行先       |
| ---- | ------ | ---- | ---------- |
| 1    | 東上線 | 下り | 小川町方面 |
| 2    | 東上線 | 上り | 池袋方面   |

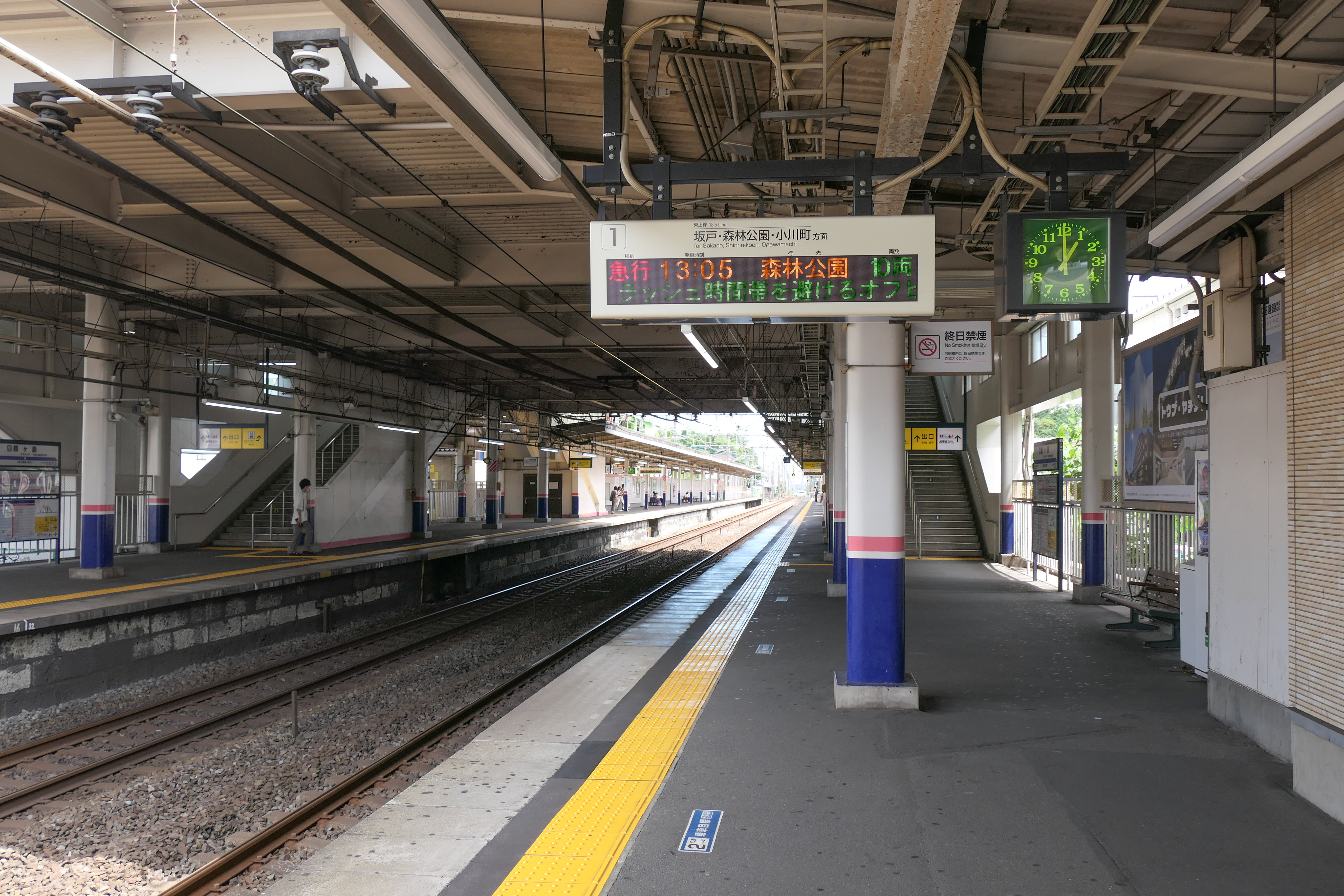
1番線ホーム （2021年7月）
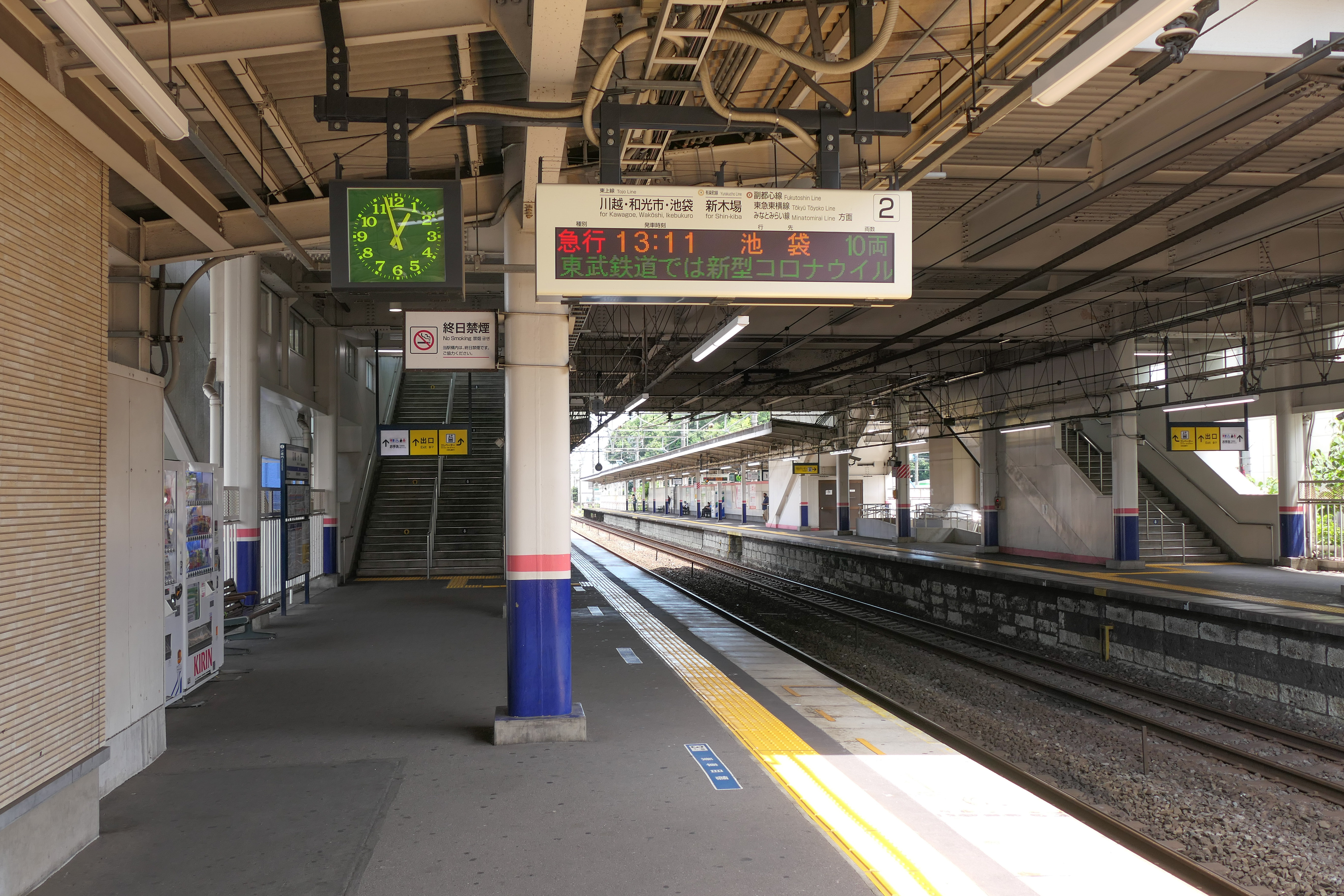
2番線ホーム （2021年7月）
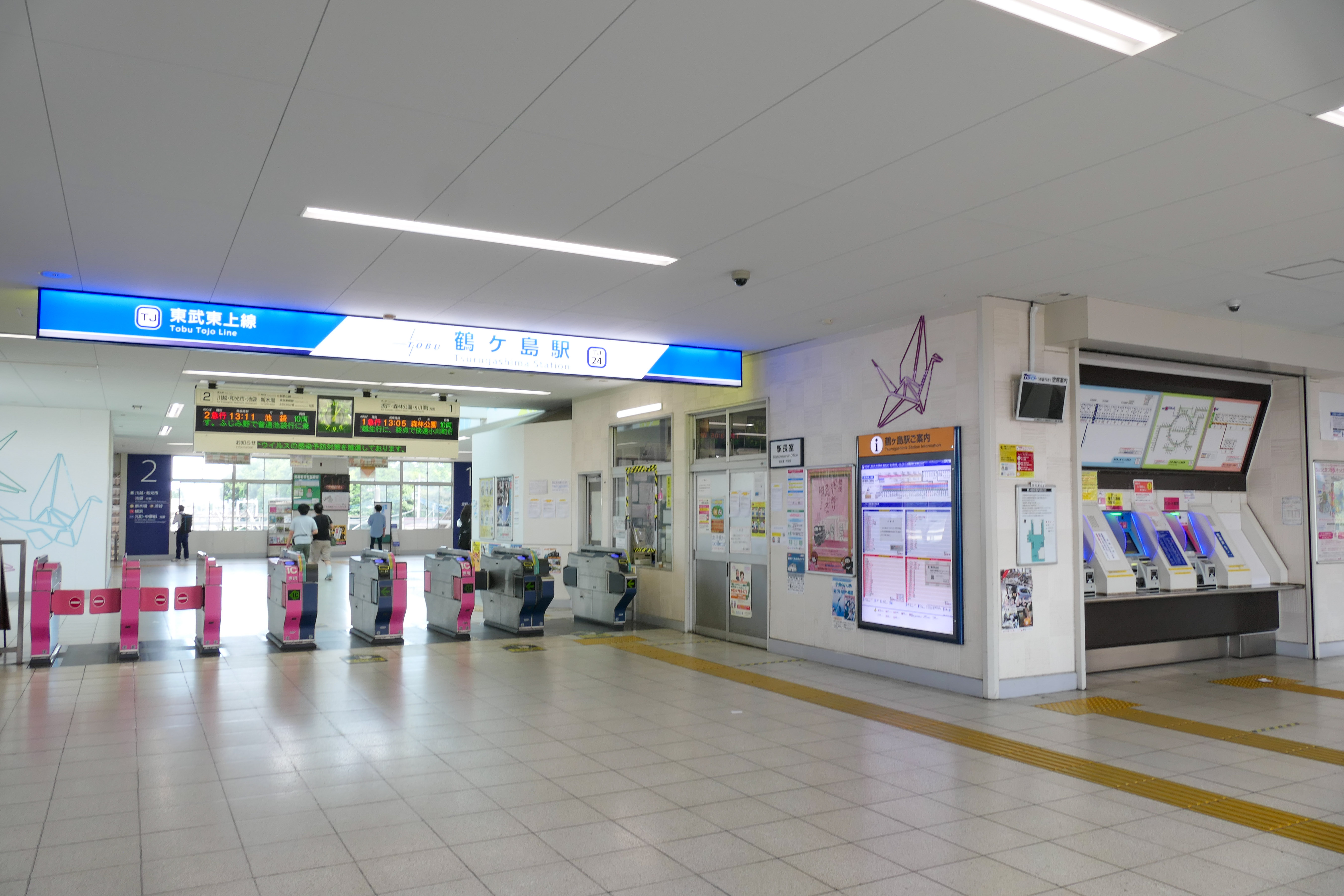
改札口・切符券売機（2021年7月）
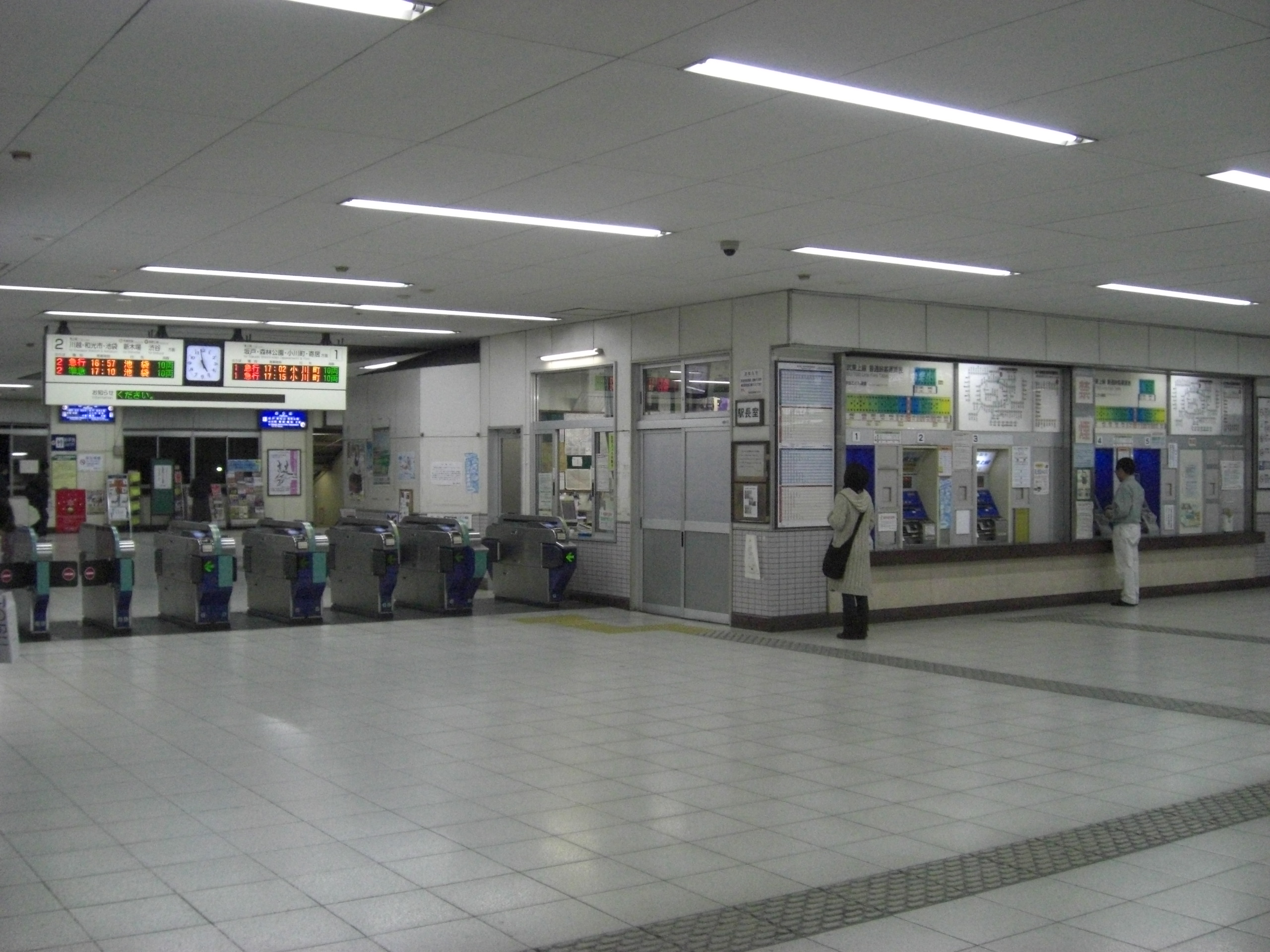
リニューアル前の改札口（2008年11月）

## 利用状況
2024年度の1日平均乗降人員は30,286人である。
近年の1日平均乗降人員および乗車人員の推移は下記の通り。
| 年度               | 1日平均 乗降人員 | 1日平均 乗車人員 | 出典       |
| ------------------ | ---------------- | ---------------- | ---------- |
| 1990年（平成02年） | 35,452           | 17,906           |            |
| 1991年（平成03年） | 37,186           | 18,724           |            |
| 1992年（平成04年） | 36,974           | 18,603           |            |
| 1993年（平成05年） | 37,460           | 18,824           |            |
| 1994年（平成06年） | 38,057           | 19,174           |            |
| 1995年（平成07年） | 39,124           | 19,612           |            |
| 1996年（平成08年） | 39,148           | 19,662           |            |
| 1997年（平成09年） | 38,723           | 19,512           |            |
| 1998年（平成10年） | 38,377           | 19,374           |            |
| 1999年（平成11年） | 37,887           | 19,146           | [ * 1 ]    |
| 2000年（平成12年） | 37,704           | 19,077           | [ * 2 ]    |
| 2001年（平成13年） | 37,476           | 18,987           | [ * 3 ]    |
| 2002年（平成14年） | 37,017           | 18,737           | [ * 4 ]    |
| 2003年（平成15年） | 36,644           | 18,542           | [ * 5 ]    |
| 2004年（平成16年） | 36,355           | 18,374           | [ * 6 ]    |
| 2005年（平成17年） | 35,798           | 18,074           | [ * 7 ]    |
| 2006年（平成18年） | 35,564           | 17,934           | [ * 8 ]    |
| 2007年（平成19年） | 35,618           | 17,950           | [ * 9 ]    |
| 2008年（平成20年） | 35,502           | 17,868           | [ * 10 ]   |
| 2009年（平成21年） | 35,156           | 17,670           | [ * 11 ]   |
| 2010年（平成22年） | 34,636           | 17,406           | [ * 12 ]   |
| 2011年（平成23年） | 34,105           | 17,021           | [ * 13 ]   |
| 2012年（平成24年） | 34,105           | 17,022           | [ * 14 ]   |
| 2013年（平成25年） | 34,452           | 17,205           | [ * 15 ]   |
| 2014年（平成26年） | 33,510           | 16,735           | [ * 16 ]   |
| 2015年（平成27年） | 33,828           | 16,900           | [ * 17 ]   |
| 2016年（平成28年） | 33,772           | 16,939           | [ * 18 ]   |
| 2017年（平成29年） | 33,552           | 16,823           | [ * 19 ]   |
| 2018年（平成30年） | 33,761           | 16,929           | [ * 20 ]   |
| 2019年（令和元年） | 33,139           | 16,615           | [ * 21 ]   |
| 2020年（令和02年） | 21,121           | 10,580           | [ * 22 ]   |
| 2021年（令和03年） | 24,373           | 12,213           | [ 東武 3 ] |
| 2022年（令和04年） | 28,197           | 14,133           | [ 東武 4 ] |
| 2023年（令和05年） | 29,734           | 14,893           | [ 東武 5 ] |
| 2024年（令和06年） | 30,286           | 15,171           | [ 東武 1 ] |

## 駅周辺
鶴ヶ島市役所へは、西口から市民バス・乗合タクシーに乗車。徒歩の場合は、隣の若葉駅が最寄りとなる。

### 西口
- 鶴ヶ島鶴ヶ丘郵便局
- 鶴ヶ島市南公民館
  - 鶴ヶ島市立図書館 南分室
- コモディイイダ
- コナミスポーツクラブ

### 東口
- 鶴ヶ島駅前郵便局
- 東洋大学川越キャンパス

## 路線バス
最寄りのバス停は「鶴ヶ島駅」停留所と「鶴ヶ島駅西口」停留所であり、いずれも西口にある。当駅からは駅郊外に広がる「むさし緑園都市川越鶴ヶ島地区」（川鶴団地）や「むさし緑園都市霞ヶ関地区」（いせはら団地）といった住宅団地に向かうバス路線が発着している。
| 乗り場       | 運行事業者       | 系統                 | 行先                     | 備考 |
| ------------ | ---------------- | -------------------- | ------------------------ | ---- |
| 鶴ヶ島駅     | 東武バスウエスト | 鶴ヶ島01・鶴ヶ島04   | 川鶴団地                 |      |
| 鶴ヶ島駅     | 東武バスウエスト | 鶴ヶ島03・鶴ヶ島05   | いせはら団地・サイボク   |      |
| 鶴ヶ島駅西口 | 川越シャトル     | 10系統               | 霞ケ関駅北口             |      |
| 鶴ヶ島駅西口 | つるワゴン       | 松ヶ丘・関越病院線   | 鶴ヶ島市役所・ 関越病院  |      |
| 鶴ヶ島駅西口 | つるワゴン       | 上広谷・坂戸駅南口線 | 鶴ヶ島市役所・坂戸駅南口 |      |
| 鶴ヶ島駅西口 | つるワゴン       | 東西線               | 西市民センター           |      |

ロータリー外に西武文理学園のスクールバスが発着している（路線バス扱いは2025年3月31日までで終了）。

## 隣の駅
東武鉄道
 東上本線
■TJライナー・■川越特急
通過
■快速急行・■急行・■準急・□普通
霞ヶ関駅 (TJ 23) - 鶴ヶ島駅 (TJ 24) - 若葉駅 (TJ 25)

### 利用状況
埼玉県統計年鑑
1. ↑  埼玉県統計年鑑（平成12年）
2. ↑  埼玉県統計年鑑（平成13年）
3. ↑  埼玉県統計年鑑（平成14年）
4. ↑  埼玉県統計年鑑（平成15年）
5. ↑  埼玉県統計年鑑（平成16年）
6. ↑  埼玉県統計年鑑（平成17年）
7. ↑  埼玉県統計年鑑（平成18年）
8. ↑  埼玉県統計年鑑（平成19年）
9. ↑  埼玉県統計年鑑（平成20年）
10. ↑  埼玉県統計年鑑（平成21年）
11. ↑  埼玉県統計年鑑（平成22年）
12. ↑  埼玉県統計年鑑（平成23年）
13. ↑  埼玉県統計年鑑（平成24年）
14. ↑  埼玉県統計年鑑（平成25年）
15. ↑  埼玉県統計年鑑（平成26年）
16. ↑  埼玉県統計年鑑（平成27年）
17. ↑  埼玉県統計年鑑（平成28年）
18. ↑  埼玉県統計年鑑（平成29年）
19. ↑  埼玉県統計年鑑（平成30年）
20. ↑  埼玉県統計年鑑（令和元年）
21. ↑  埼玉県統計年鑑（令和2年）
22. ↑  埼玉県統計年鑑（令和3年）

東武鉄道の1日平均乗降人員
1. 1 2 3  『駅別乗降人員 2024年度』（PDF）（レポート）東武鉄道、13頁。オリジナルの2025年5月19日時点におけるアーカイブ。2025年5月29日閲覧。
2. ↑  “駅情報（乗降人員）”.   東武鉄道. 2024年7月30日閲覧。
3. ↑  『駅別乗降人員 2021年度』（PDF）（レポート）東武鉄道、2024年、13頁。オリジナルの2024年5月18日時点におけるアーカイブ。
4. ↑  『駅別乗降人員 2022年度』（PDF）（レポート）東武鉄道、2024年、13頁。オリジナルの2024年5月18日時点におけるアーカイブ。
5. ↑  『駅別乗降人員 2023年度』（PDF）（レポート）東武鉄道、2024年、13頁。オリジナルの2024年5月18日時点におけるアーカイブ。